# Ortogonalidade hiperbólica

A ortogonalidade euclidiana é preservada pela rotação no diagrama esquerdo; a ortogonalidade hiperbólica em relação à hipérbole (B) é preservada pela rotação hiperbólicaen no diagrama à direita

Em geometria, a relação de ortogonalidade hiperbólica entre duas retas separadas pelas assíntotas de uma hipérbole é um conceito usado na relatividade especial para definir eventos simultâneos. Dois eventos serão simultâneos quando estiverem em uma linha hiperbolicamente ortogonal a uma linha de tempo específica. Essa dependência de uma certa linha do tempo é determinada pela velocidade e é a base para a relatividade da simultaneidade.

## Geometria
Duas linhas são ortogonais hiperbólicas quando são reflexões uma da outra sobre a assíntota de uma dada hipérbole. Duas hipérboles particulares são frequentemente usadas no plano:
1. xy = 1 com y = 0 como assíntota.

Quando refletida no eixo x, uma linha y = mx torna-se y = −mx.
Nesse caso, as linhas são ortogonais hiperbólicas se suas inclinações forem inversas aditivas [en].
2. x2 − y2 = 1 com y = x como assíntota.

Para linhas y = mx com −1 < m < 1, quando x = 1/m, então y = 1.

O ponto (1/m, 1) na linha é refletido através de y = x para (1, 1/m ). 

Portanto, a linha refletida tem inclinação 1/m e as inclinações das linhas ortogonais hiperbólicas são recíprocas uma da outra.

A relação de ortogonalidade hiperbólica realmente se aplica a classes de retas paralelas no plano, onde qualquer reta particular pode representar a classe. Assim, para uma dada hipérbole e assíntota A, um par de retas (a, b) é ortogonal hiperbólico se existe um par (c, d) tal que {\displaystyle a\rVert c,\ b\rVert d}, e c é a reflexão de d em A.
Semelhante à perpendularidade de um raio de círculo para a tangente, um raio para uma hipérbole é ortogonal hiperbólico para uma tangente para a hipérbole.
Uma forma bilinear é usada para descrever a ortogonalidade na geometria analítica, com dois elementos ortogonais quando sua forma bilinear desaparece. No plano dos números complexos {\displaystyle z_{1}=u+iv,\quad z_{2}=x+iy}, a forma bilinear é {\displaystyle xu+yv}, enquanto no plano dos números hiperbólicos {\displaystyle w_{1}=u+jv,\quad w_{2}=x+jy,} a forma bilinear é {\displaystyle xu-yv.}
Os vetores z1 e z2 no plano dos números complexos e w1 e w2 no plano dos números hiperbólicos são ditos respectivamente ortogonais euclidianos ou ortogonais hiperbólicos se seus respectivos produtos internos [formas bilineares] forem zero.
A forma bilinear pode ser calculada como a parte real do produto complexo de um número pelo conjugado do outro. Então
{\displaystyle z_{1}z_{2}^{*}+z_{1}^{*}z_{2}=0} acarreta perpendicularidade no plano complexo , enquanto
{\displaystyle w_{1}w_{2}^{*}+w_{1}^{*}w_{2}=0} implica que os ws são ortogonais hiperbólicos .
A noção de ortogonalidade hiperbólica surgiu na geometria analítica, em consideração de diâmetros conjugados de elipses e hipérboles. Se g e g′ representam as inclinações dos diâmetros conjugados, então {\displaystyle gg'=-{\frac {b^{2}}{a^{2}}}} no caso de uma elipse e {\displaystyle gg'={\frac {b^{2}}{a^{2}}}} no caso de uma hipérbole. Quando a = b, a elipse é um círculo e os diâmetros conjugados [en] são perpendiculares enquanto a hipérbole é retangular e os diâmetros conjugados são hiperbólicos ortogonais.
Na terminologia da geometria projetiva, a operação de tomar a linha ortogonal hiperbólica é uma involução. Suponha que a inclinação de uma linha vertical seja denotada por ∞ de modo que todas as linhas tenham uma inclinação na linha real estendida projetivamente. Então, qualquer que seja a hipérbole (A) ou (B) usada, a operação é um exemplo de involução hiperbólica em que a assíntota é invariante. Linhas hiperbolicamente ortogonais estão em diferentes setores do plano, determinadas pelas assíntotas da hipérbole, portanto a relação de ortogonalidade hiperbólica é uma relação heterogênea [en] em conjuntos de linhas no plano.

## Simultaneidade
Desde os fundamentos de Hermann Minkowski para o estudo do espaço-tempo (em 1908), o conceito de pontos em um plano do espaço-tempo sendo hiperbólicos ortogonais a uma linha do tempo (tangente a uma linha de mundo) tem sido usado para definir simultaneidade de eventos em relação à linha do tempo, ou relatividade da simultaneidade. No desenvolvimento de Minkowski, a hipérbole do tipo (B) acima está em uso.  Dois vetores (x1, y1, z1, t1) e (x2, y2, z2, t2 são normais (significando ortogonais hiperbólicos) quando
{\displaystyle c^{2}\ t_{1}\ t_{2}-x_{1}\ x_{2}-y_{1}\ y_{2}-z_{1}\ z_{2}=0.}
Quando c = 1 e os ys e zs são zero, x1 ≠ 0, t2 ≠ 0, então {\displaystyle {\frac {c\ t_{1}}{x_{1}}}={\frac {x_{2}}{c\ t_{2}}}}.
Dada uma hipérbole com assíntota A, sua reflexão em A produz a hipérbole conjugada. Qualquer diâmetro da hipérbole original é refletido em um diâmetro conjugado [en]. As direções indicadas pelos diâmetros conjugados são tomadas para os eixos do espaço e do tempo na relatividade. Como E. T. Whittaker escreveu, em 1910, "[a] hipérbole é inalterada quando qualquer par de diâmetros conjugados são tomados como novos eixos, e uma nova unidade de comprimento é tomada proporcional ao comprimento de qualquer um desses diâmetros." Com base neste princípio da relatividade, ele então escreveu a transformação de Lorentz na forma moderna usando rapidez.
Edwin Bidwell Wilson e Gilbert N. Lewis desenvolveram o conceito dentro da geometria sintética, em 1912. Eles observaram que "em nosso plano, nenhum par de linhas perpendiculares [hiperbólicas-ortogonais] é mais adequado para servir como eixos coordenados do que qualquer outro par"